# Kiosek

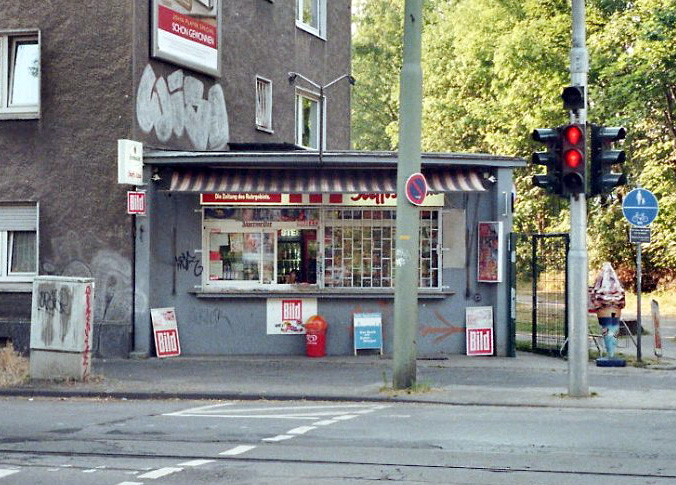
Novinový kiosek v Německu

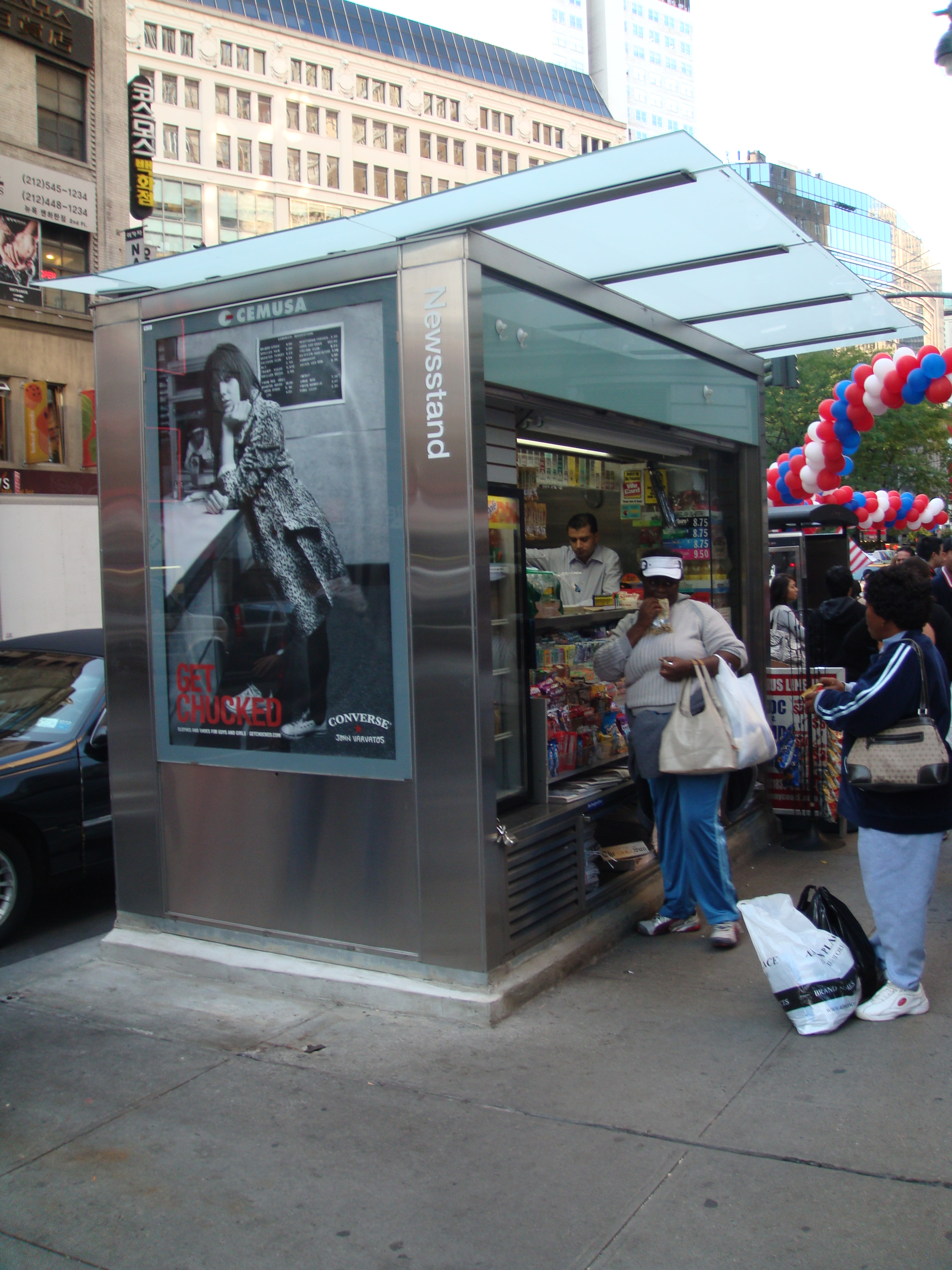
Novinový stánek v New Yorku

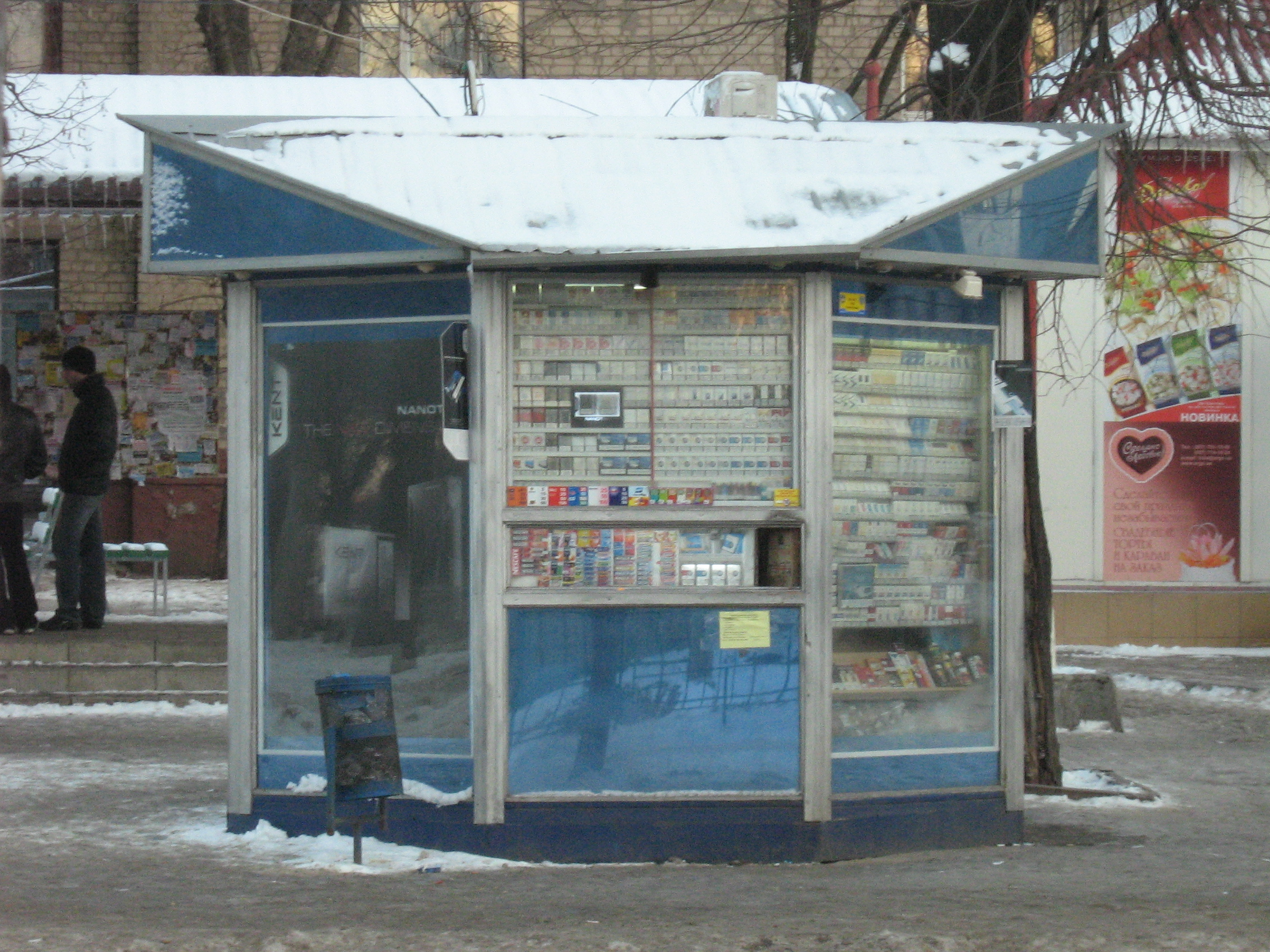
Ukrajinský kiosek

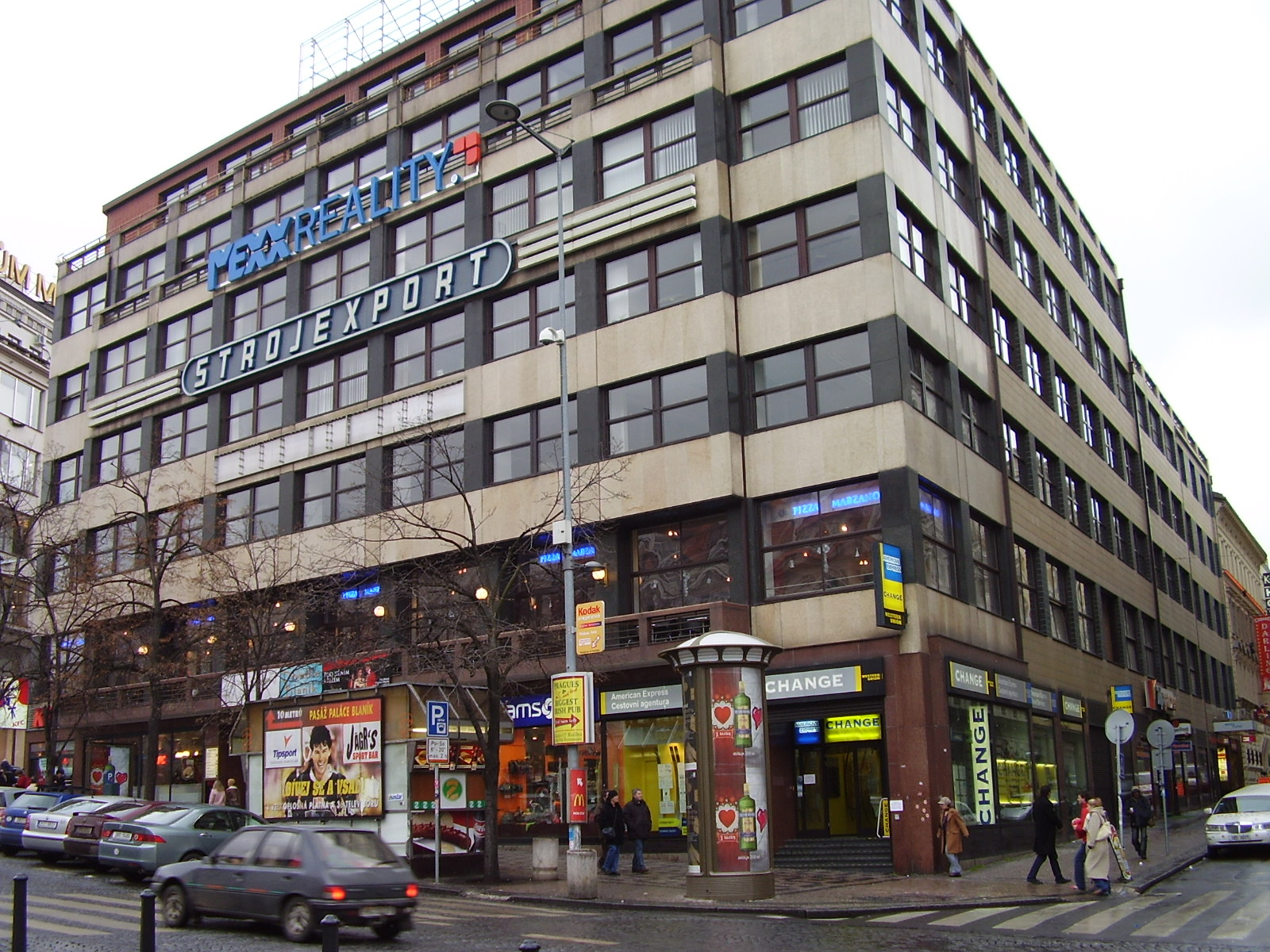
Prodejní stánek na Václavském náměstí v Praze

Kiosek (také prodejní stánek) je drobná užitková stavba sloužící k maloobchodnímu prodeji novin, časopisů, tabákových výrobků, balených nápojů a jídla.

## Původ označení
Slovo kiosek má původ v tureckém slově köşk, případně v jeho perské verzi küšik, což obojí znamená altán či zahradní pavilon. V 18. stol. se dostalo v podobě kiosque do francouzštiny, kde rovněž znamenalo altán či besídku. Byla to jednoduchá, otevřená stavba, spíše dekorativní než užitková. Zpočátku tento název neoznačoval obchodní místo.

## Kiosek jako prodejna
Běžné provedení kiosku je nevelká stavba o půdorysu přibližně 3×3 metry. Stěny jsou z větší části prosklené a slouží k vystavení zboží. Obsluhu kiosku zajišťuje většinou jen jeden prodavač. Prodej se uskutečňuje přes prodejní okénko. Prodavač je vždy uvnitř, zákazníci nikdy nevstupují dovnitř. Prodejní sortiment jsou nejčastěji noviny, časopisy, tabákové výrobky, pohlednice, upomínkové předměty, balené nápoje (tzv. novinový stánek) a jídlo, jako jsou cukrovinky, čokoládové tyčinky, průmyslově vyráběné plněné bagety apod. Existují také specializované kiosky (prodejní stánky), které se zaměřují na prodej suvenýrů, květin, nebo jednoduchých jídel připravovaných na místě z průmyslově vyráběných polotovarů. Příkladem budiž stánky s uzeninami a nápoji na Václavském náměstí v Praze. Kiosky se umísťují na pěších komunikacích, v okolí nádraží, případně v parcích a jiných veřejných prostranstvích všude tam, kde často prochází velké množství lidí. Přestože kiosek je budován jako dočasná stavba a nemá základy (nemá ani popisné číslo a vlastní adresu) je skoro vždy připojen na rozvod elektrické energie a v některých případech i na vodovod a kanalizaci. Vzhledem k rozměrům neposkytuje takřka žádné zázemí pro prodavače.

## Informační kiosek
Místo, kde je možné získat informace. Původně budka s osobou-informátorem. Dnes převážně počítačový terminál s dotykovou obrazovkou, schopný podat informace o dopravním spojení, nebo turistických zajímavostech. Názvem informační kiosek se označují i terminály umístěné uvnitř komerčních budov. Ty podávají informace o firmách v budově a cestě k nim.

## Improvizovaný prodejní stánek
S provizorními a improvizovanými prodejními zařízeními se setkáváme také na trzích, lunaparcích, poutích, jarmarcích, vinobraních a dalších veřejných akcích (sportovní a kulturní akce, veřejné slavnosti apod.). Většinou se jedná o jednoduché montované přenosné zařízení skládající se ze stolu(ů) opatřených textilním nebo plastovým přístřeškem.

## Jiné typy kiosků
- informační kiosek
- foto kiosek
- stavební kiosek